# Кислий Ключ
Ки́слий Ключ (рос. Кислый Ключ) — селище у складі Могочинського району Забайкальського краю, Росія. Входить до складу Ксеньєвського міського поселення.

## Населення
Населення — 46 осіб (2010; 75 у 2002).
Національний склад (станом на 2002 рік):
- росіяни — 95 %